# NBA Development League 2009-2010
La stagione della NBA Development League 2008-2009 fu la nona edizione della NBA D-League. La stagione si concluse con la vittoria dei Rio Grande Valley Vipers, che sconfissero i Tulsa 66ers 2-0 nella serie finale.

## Squadre partecipanti
I campioni in carica dei Colorado 14ers non vennero ammessi in quanto la Lega decise il loro trasferimento a Frisco in Texas a partire dalla stagione 2010-2011.
Gli Anaheim Arsenal si trasferirono a Springfield in Massachusetts, diventando gli Springfield Armor. Venne ammessa inoltre la nuova squadra dei Maine Red Claws.
- Albuquerque T'birds
- Austin Toros
- Bakersfield Jam
- Dakota Wizards
- Erie BayHawks
- F.W. Mad Ants
- Idaho Stampede
- Iowa Energy

- L.A. D-Fenders
- Maine Red Claws
- Reno Bighorns
- R.G.V. Vipers
- S. Falls Skyforce
- Springfield Armor
- Tulsa 66ers
- Utah Flash

## Classificaregular season

### East Conference
| Squadra                  | V  | P  | PCT  | GB |
| ------------------------ | -- | -- | ---- | -- |
| Iowa Energy (1)          | 37 | 13 | 74,0 | -- |
| Sioux Falls Skyforce (4) | 32 | 18 | 64,0 | 5  |
| Dakota Wizards (5)       | 29 | 21 | 58,0 | 8  |
| Maine Red Claws          | 27 | 23 | 54,0 | 10 |
| Fort Wayne Mad Ants      | 22 | 28 | 44,0 | 15 |
| Erie BayHawks            | 21 | 29 | 42,0 | 16 |
| Springfield Armor        | 7  | 43 | 14,0 | 30 |

### West Conference
| Squadra                      | V  | P  | PCT  | GB |
| ---------------------------- | -- | -- | ---- | -- |
| Rio Grande Valley Vipers (2) | 34 | 16 | 68,0 | -- |
| Austin Toros (3)             | 32 | 18 | 64,0 | 2  |
| Reno Bighorns (6)            | 28 | 22 | 56,0 | 6  |
| Utah Flash (7)               | 28 | 22 | 56,0 | 6  |
| Tulsa 66ers (8)              | 27 | 23 | 54,0 | 7  |
| Idaho Stampede               | 25 | 25 | 50,0 | 9  |
| Albuquerque Thunderbirds     | 18 | 32 | 36,0 | 16 |
| Bakersfield Jam              | 17 | 33 | 34,0 | 17 |
| Los Angeles D-Fenders        | 16 | 34 | 32,0 | 18 |

## Playoffs

### Tabellone
|  | Quarti di finale | Quarti di finale     | Quarti di finale |                      |                      | Semifinali           | Semifinali | Semifinali |  |  | Finale | Finale      | Finale |
|  |                  |                      |                  |                      |                      |                      |            |            |  |  |        |             |        |
|  | 1E               | Iowa Energy          | 2                |                      |                      |                      |            |            |  |  |        |             |        |
|  | 4W               | Utah Flash           | 1                |                      |                      |                      |            |            |  |  |        |             |        |
|  | 4W               | Utah Flash           | 1                |                      | 1E                   | Iowa Energy          | 1          |            |  |  |        |             |        |
|  |                  |                      |                  |                      | 1E                   | Iowa Energy          | 1          |            |  |  |        |             |        |
|  |                  | 5W                   | Tulsa 66ers      | 2                    |                      |                      |            |            |  |  |        |             |        |
|  | 2E               | 5W                   | Tulsa 66ers      | 2                    | Sioux Falls Skyforce | 1                    |            |            |  |  |        |             |        |
|  | 2E               |                      |                  |                      | Sioux Falls Skyforce | 1                    |            |            |  |  |        |             |        |
|  | 5W               | Tulsa 66ers          | 2                |                      |                      |                      |            |            |  |  |        |             |        |
|  |                  |                      |                  |                      |                      |                      |            |            |  |  | 5W     | Tulsa 66ers | 0      |
|  |                  |                      | 1W               | Rio Grande V. Vipers | 2                    |                      |            |            |  |  |        |             |        |
|  | 1W               | Rio Grande V. Vipers | 2                |                      |                      |                      |            |            |  |  |        |             |        |
|  | 3W               | Reno Bighorns        | 1                |                      |                      |                      |            |            |  |  |        |             |        |
|  | 3W               | Reno Bighorns        | 1                |                      | 1W                   | Rio Grande V. Vipers | 2          |            |  |  |        |             |        |
|  |                  |                      |                  |                      | 1W                   | Rio Grande V. Vipers | 2          |            |  |  |        |             |        |
|  |                  | 2W                   | Austin Toros     | 1                    |                      |                      |            |            |  |  |        |             |        |
|  | 2W               | 2W                   | Austin Toros     | 1                    | Austin Toros         | 2                    |            |            |  |  |        |             |        |
|  | 2W               |                      |                  |                      | Austin Toros         | 2                    |            |            |  |  |        |             |        |
|  | 3E               | Dakota Wizards       | 1                |                      |                      |                      |            |            |  |  |        |             |        |

### NBA D-League Finals
Gara 1
| 25 aprile 2010 | Tulsa 66ers | 131 – 136 | Rio Grande V. Vipers |  |

Gara 2
| 27 aprile 2010 | Rio Grande V. Vipers | 94 – 91 | Tulsa 66ers |  |

| Campione NBA Development League 2009-2010 |
| ----------------------------------------- |
| Rio Grande Valley Vipers 1º titolo        |

## Statistiche
| Categoria             | Giocatore        | Squadra              | Stat |
| --------------------- | ---------------- | -------------------- | ---- |
| Punti per gara        | Malik Hairston   | Austin Toros         | 29,1 |
| Rimbalzi per gara     | Dwayne Jones     | Austin Toros         | 16,1 |
| Assist per gara       | Curtis Stinson   | Iowa Energy          | 10,9 |
| Palle rubate per gara | Orien Greene     | Utah Flash           | 2,6  |
| Stoppate per gara     | Greg Stiemsma    | Sioux Falls Skyforce | 3,6  |
| FG%                   | Cezary Trybański | Reno Bighorns        | 66,1 |
| FT%                   | Blake Ahearn     | Bakersfield/Erie     | 94,9 |
| 3FG%                  | Patty Mills      | Idaho Stampede       | 50,0 |

## Premi NBA D-League
- Most Valuable Player: Mike Harris, Rio Grande Valley Vipers
- Coach of the Year: Chris Finch, Rio Grande Valley Vipers
- Rookie of the Year: Alonzo Gee, Austin Toros
- Defensive Player of the Year: Greg Stiemsma, Sioux Falls Skyforce
- Impact Player of the Year: Brian Butch, Bakersfield Jam
- Most Improved Player: Mildon Ambres, Idaho Stampede
- Executive of the Year: Jon Jennings, Maine Red Claws
- Sportsmanship Award: Andre Ingram, Utah Flash
- All-NBDL First Team
  - Curtis Stinson, Iowa Energy
  - Reggie Williams, Sioux Falls Skyforce
  - Mike Harris, Rio Grande Valley Vipers
  - Cartier Martin, Iowa Energy
  - Dwayne Jones, Austin Toros
- All-NBDL Second Team
  - Will Conroy, Rio Grande Valley Vipers
  - Mustafa Shakur, Tulsa 66ers
  - Alonzo Gee, Austin Toros
  - Rob Kurz, Fort Wayne Mad Ants
  - Brian Butch, Bakersfield Jam
- All-NBDL Third Team
  - Antonio Anderson, Rio Grande Valley Vipers
  - Curtis Jerrells, Austin Toros
  -  Alade Aminu, Bakersfield Jam
  - Larry Owens, Tulsa 66ers
  - Earl Barron, Iowa Energy